# Almeerderstrand
Almeerderstrand eller Almere Strand er en sandstrand i Almere. Stranden ligger kun få kilometer øst for Amsterdam tæt på grænsen mellem provinserne Noord-Holland og Flevoland.
Stranden er kendt for diverse festivaler. Blandt andet for den store årlige festival Defqon.1, hvor der spilles hardstyle af professionelle dj's.
Der findes en togholdested med navnet Halte Almere Strand nær stranden, men stationen betjenes kun ved større arrangementer på stranden.
52°20′05″N 5°08′27″Ø / 52.3347°N 5.1408°Ø